# 130. Division
Die 130. Division sind folgende militärische Einheiten auf Ebene der Division:

## Infanterie-Divisionen
- 130. Division (Japanisches Kaiserreich), aufgestellt 1945 in der Mandschurei und dort aufgelöst

## Panzer-Lehrdivision
- 130. Panzer-Lehr-Division, auch bekannt als Panzer-Lehr-Division, war ein 1943 in Potsdam aufgestellter Großverband der Wehrmacht, sie kapitulierte im April 1945 im Ruhrkessel